# La Manche
A La Manche (IPA: [la mɑ̃ʃ], jelentése franciául az ingujj, értelmező utótaggal: La Manche csatorna, angol nevén: English Channel, aminek jelentése Angol-csatorna) az Atlanti-óceánnak az a része, amely elválasztja egymástól Nagy-Britannia fő szigetét Franciaország északi partjaitól, illetve a Doveri-szoroson keresztül összeköti az Északi-tengert az Atlanti-óceán törzsterületével.
A La Manche 563 kilométer hosszú, legszélesebb részén 240, legkeskenyebb pontján (Dover és a Cap Gris-Nez között, a Doveri-szorosban) pedig 34 kilométer széles. A Doveri-szoros a La Manche legkeletibb része, ezen túl kezdődik az Északi-tenger.
Az ókori Római Birodalom idejében latinul Oceanus Britannicusnak („Brit-óceán”) nevezték, 1549-ig elfogadott neve volt a Brit-tenger.
A La Manche viszonylag sekély, a legnagyobb mélysége 172 m. Legszélesebb részén átlagos mélysége 120 méter, de Dover és Calais között csak 45 méter. Innen még keletebbre egészen 26 méterig sekélyül a „Széles Tizennégyesek” (angolul Broad Fourteens) nevű északi-tengeri területen, ahol valaha földhíd létezett Kelet-Anglia és Németalföld között.
A Csatorna-szigetek a La Manche-ban fekszenek, közel a francia oldalhoz. A La Manche nyugati végét a brit oldalon a Scilly-szigetek, a francia oldalon Ushant szigete jelzi. A La Manche francia elnevezéséről kapta nevét a franciaországi Manche megye, melynek része a Csatornába benyúló Cotentin-félsziget is.

## Kialakulása

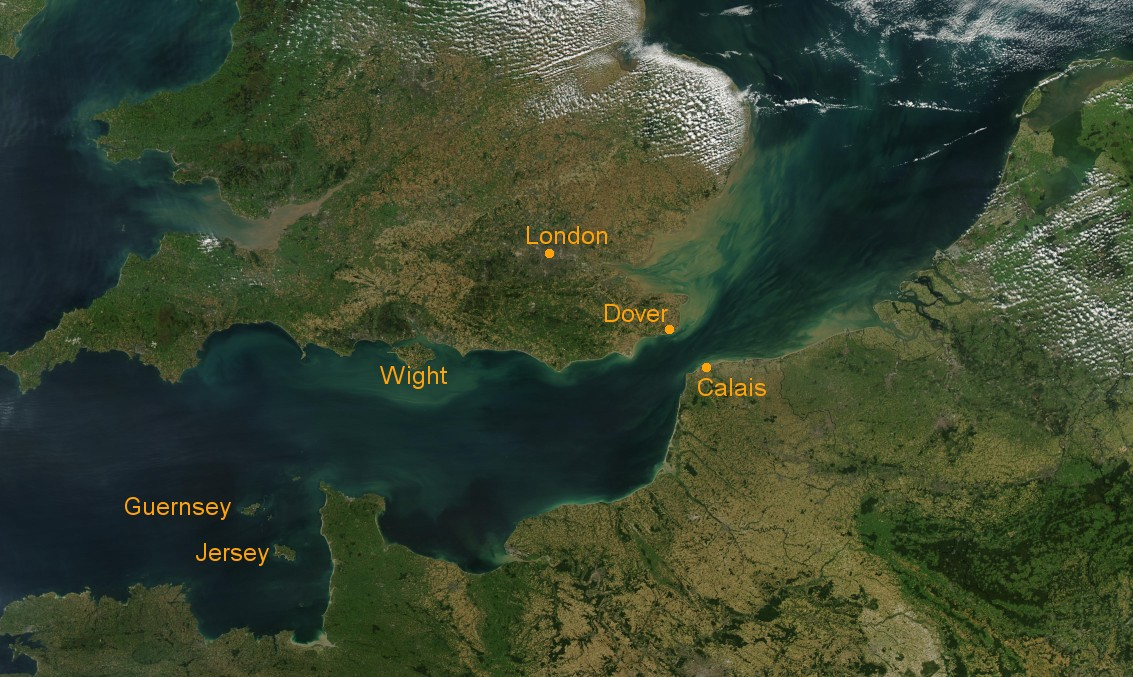
A La Manche műholdas képe

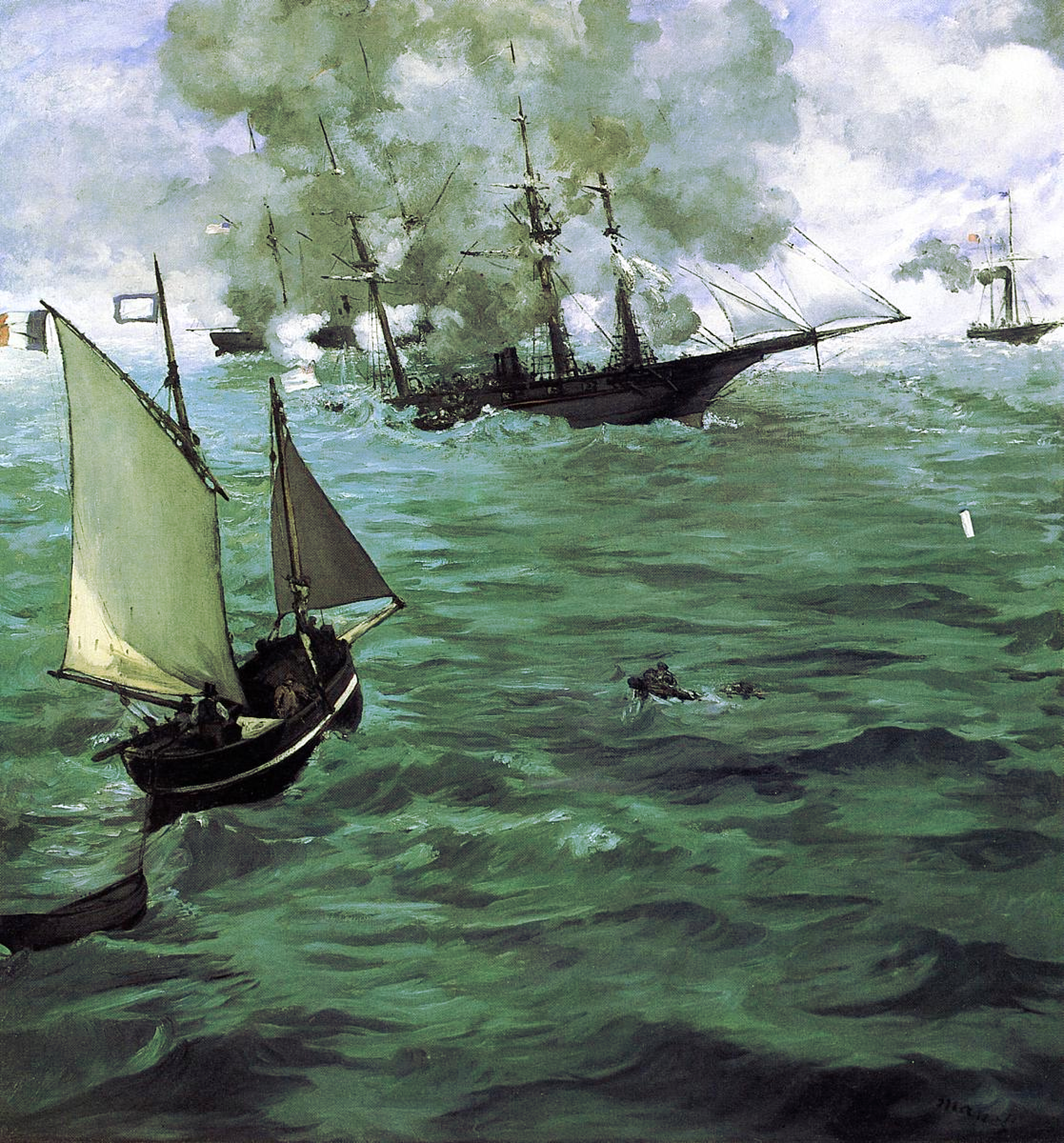
Édouard Manet: A Kearsarge és az Alabama csatája (1864)

A legutóbbi jégkorszak (Angliában használt neve: Devensian) vége előtt, mintegy tízezer évvel ezelőtt, a Brit-szigetek még egybefüggtek a kontinentális Európával. Ekkor még az Északi-tengert és majdnem teljes egészében a Brit-szigeteket jég borította.
A tengerszint mintegy 120 méterrel alacsonyabb volt a mainál. A Csatorna mai területe alacsony fekvésű tundra volt, amelyen keresztül egy folyó hömpölygött. Ez a folyó vezette nyugati irányban az Atlanti-óceánba a Rajna és a Temze vizét.
Ahogy a máig is tartó interglaciális időszak megkezdődött és a jégréteg olvadni kezdett, a mai Északi-tenger déli részén nagy édesvizű tó alakult ki. Vize csak déli irányban találhatott kimenetet, mivel az észak még mindig fagyott volt. A tó végül Dover és Calais közt talált kifolyást az Atlanti-óceánba.
Az i. e. 6500 körüli időszakban a vidék késő kréta kori mészkövét erős eróziós hatások érték, így kialakultak Doveri fehér sziklák és maga a Csatorna. A hullámtörés tovább szélesítette a Csatornát és ez a folyamat ma is tart.

## Története
A Csatorna Britannia fő "védműve" volt a történelem során a külső támadásokkal szemben, ami biztosította, hogy a szigeteket csak ritkán fenyegessék az európai konfliktusok.
Az ellenpélda a napóleoni háborúk és a második világháború okozta fenyegetés, amikor a Csatorna szintén védelmet nyújtott, de ez nem tehette elbizakodottá a védőket, hiszen a történelem több példát is produkált a sikeres inváziókra a szigetek ellen.
A brit fősziget déli részét már a Római Birodalom is meghódította, 1066-ban pedig a Csatorna sem volt képes megállítani a normannok invázióját. 1588-ban teljes kudarccal zárul a Spanyol armada támadása, 1944-ben pedig Angliából indult a Csatorna másik oldalára sikeres invázió (a "D-nap").
A La Manche vizein számos tengeri ütközetet vívtak: 1652-ben a Goodwin sandsi csatát, 1653-ban a portlandi csatát, 1692-ben a la hougue-i csatát, 1861-ben pedig itt csaptak össze a USS Kearsarge és a CSS Alabama hadihajók.
A történelem bizonyos időszakaiban a Csatorna különböző kulturális és politikai zónákat kötött össze: például a kelta törzsek uralta területeket a Római Birodalommal.
A franciaországi Bretagne alapítói a Brit-szigetekről betelepültek voltak a Római Birodalom bukása után, Angliának pedig a normannok hódítása adott megújult arcot és nyelvet a 11. századtól.

## Átkelés, kereskedelem

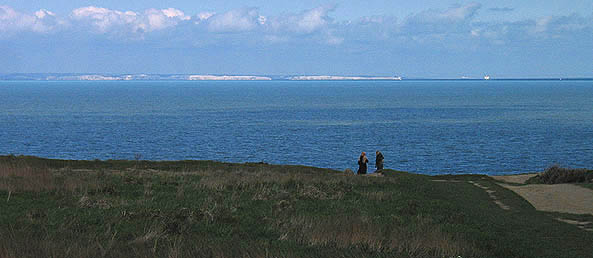
A Csatorna képe: a Doveri-szoros Dover fehér szikláival, a franciaországi Cap Gris-Nez-ből

### A világ legforgalmasabb vizei
A La Manche-ban nem csak az átkelések jelentenek nagy forgalmat, a Csatorna egyben fontos összekötő útvonal is Észak-Európa és a világ többi része közt. Mindez a világ egyik legforgalmasabb vízi útjává teszi a Csatornát.

### Kikötői
A Csatornán keresztül folytatott kereskedelem fontos tényező volt a környező népek életében már a történelem előtti időktől kezdve. Számos fontos kikötő fejlődött ki. Angliában Dover, Southampton, Plymouth, Weymouth, Portsmouth, Poole, Newhaven, Franciaországban (Calais, Caen (Ouistreham), Dieppe, Le Havre, Cherbourg-Octeville, Roscoff és Saint Malo.

### Komp
A Csatorna néhány fontos kompútvonala:
- Dover-Calais
- Newhaven, East Sussex-Dieppe
- Portsmouth-Caen (Ouistreham)
- Portsmouth-Cherbourg-Octeville
- Portsmouth-Le Havre
- Poole-Saint-Malo
- Weymouth, Dorset-Saint Malo
- Plymouth-Roscoff

### A Csalagút
A Csatornát ma már sokan a Csatorna-alagút néven ismert tenger alatti útvonalon keresztezik. Megépítésének gondolata már a 19. század elején felmerült, de ez az álom csak 1994-re valósult meg az angliai Folkestone és a franciaországi Calais között, miáltal az elkészült Csalagút az Egyesült Királyság és Franciaország közt biztosíthatta a vasúti összeköttetést. Az Eurostar járatok Londont, Párizst, Lille-t és Brüsszelt kötik össze.

## Galéria

A Csatorna-alagút nyomvonala az angliai Cheritonból (a település a kenti Folkestone közelében található) indul Franciaország felé
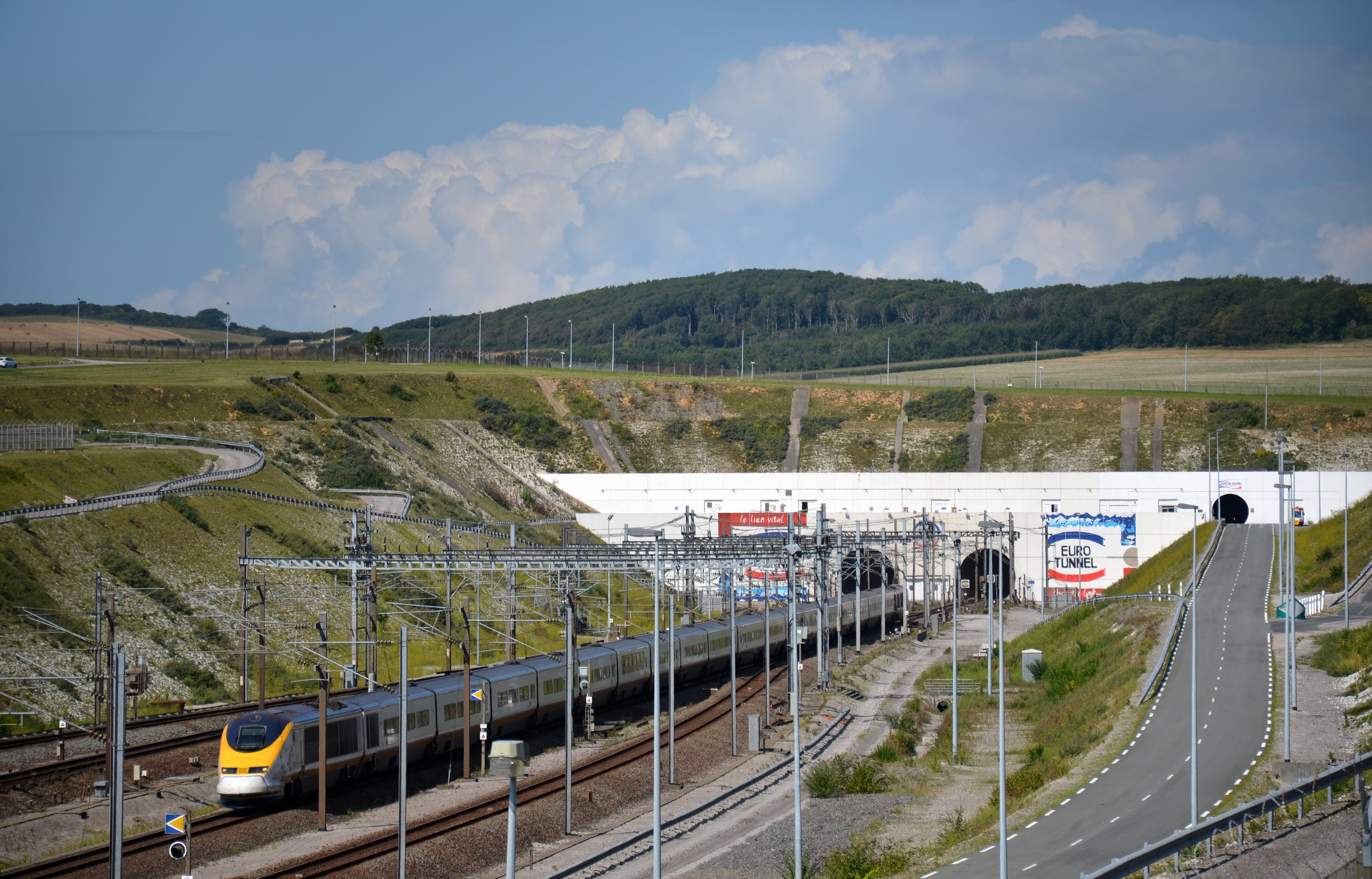
Az alagút a francia oldalon Calais-nél
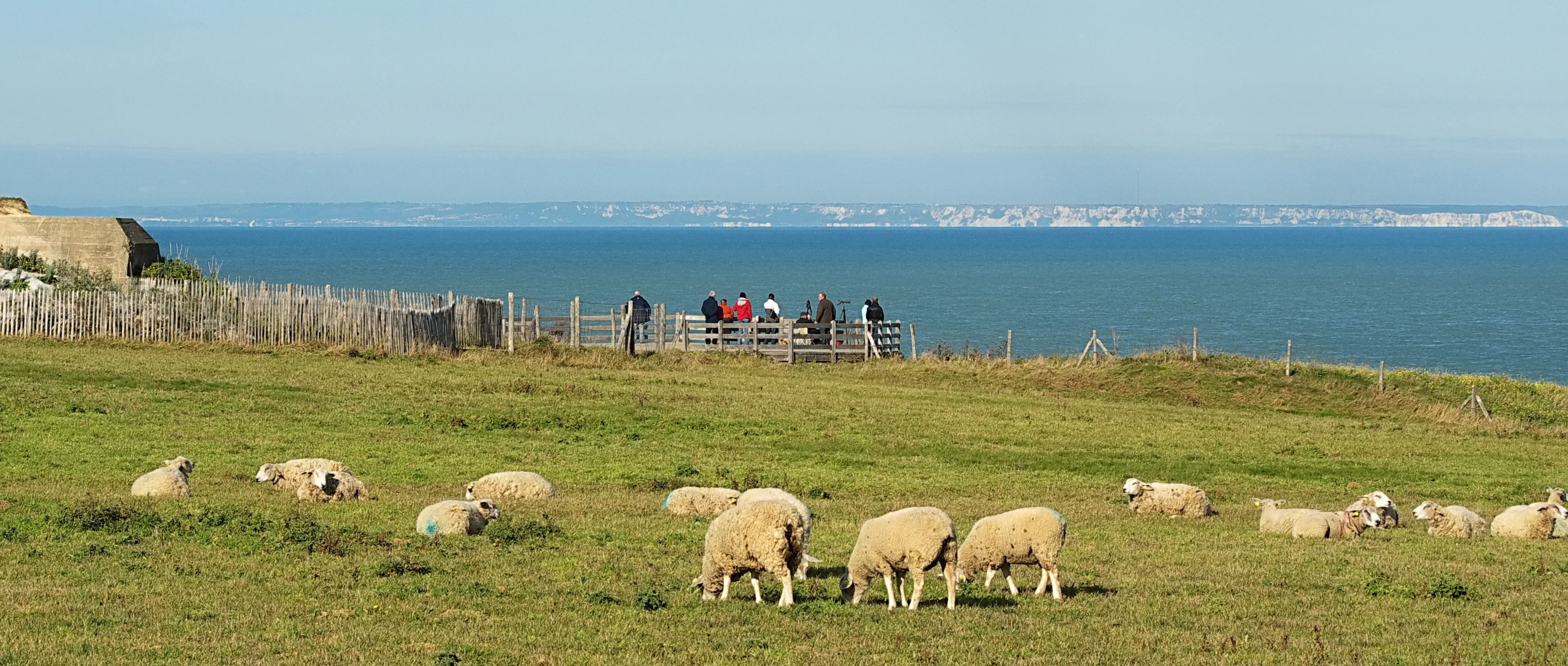
Panoráma Cap Gris-Nez szikláiról, amelyek Franciaország Angliához legközelebbi pontján magasodnak, mindössze 34 kilométerre, látótávolságon belül a Csatorna túloldalán lévő Dover fehér szikláitól.
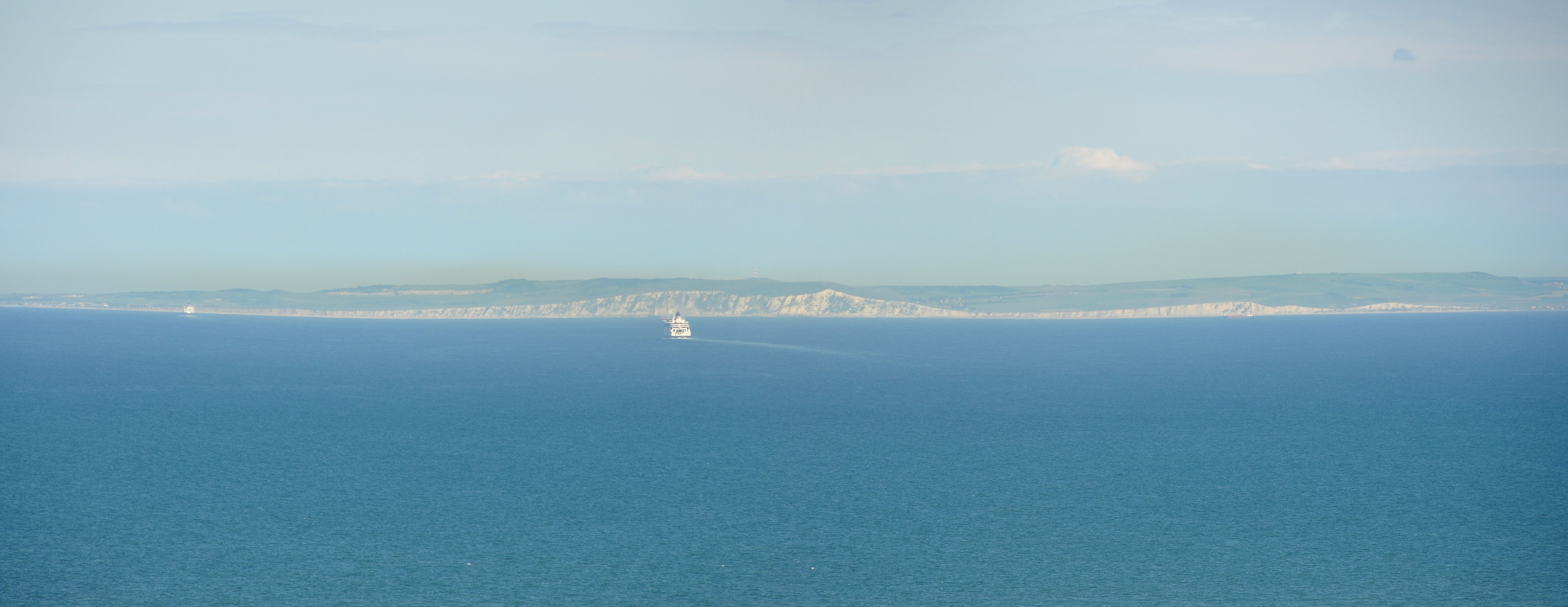
A Csatorna látképe, Cap Blanc-Nez, Opálpart (Côte d’Opale), Franciaország.
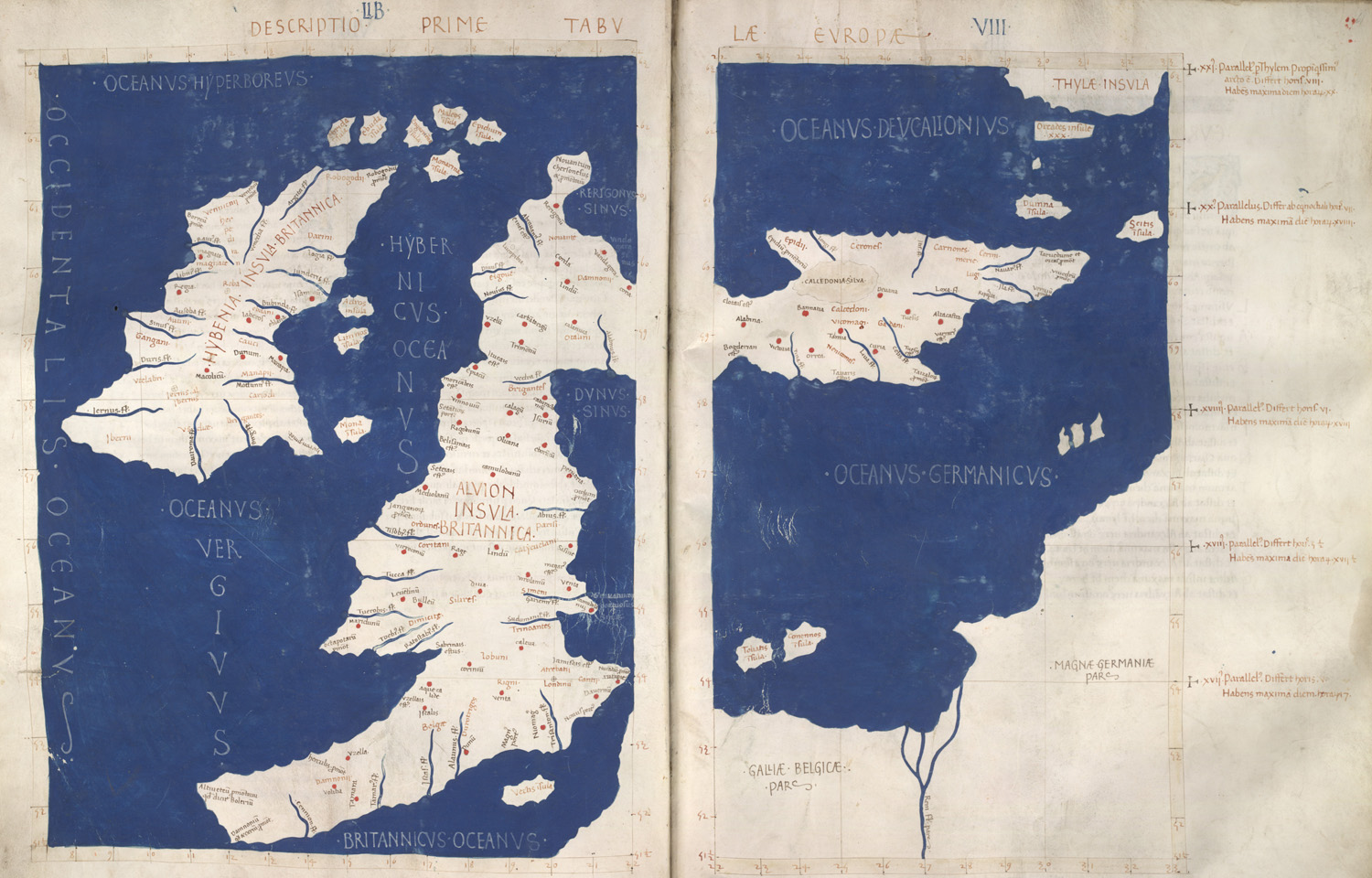
Klaudiosz Ptolemaiosz ókori térképe a Brit-szigetekről (Insulae Britannicae), a csatorna latin elnevezése Britannicus Oceanus
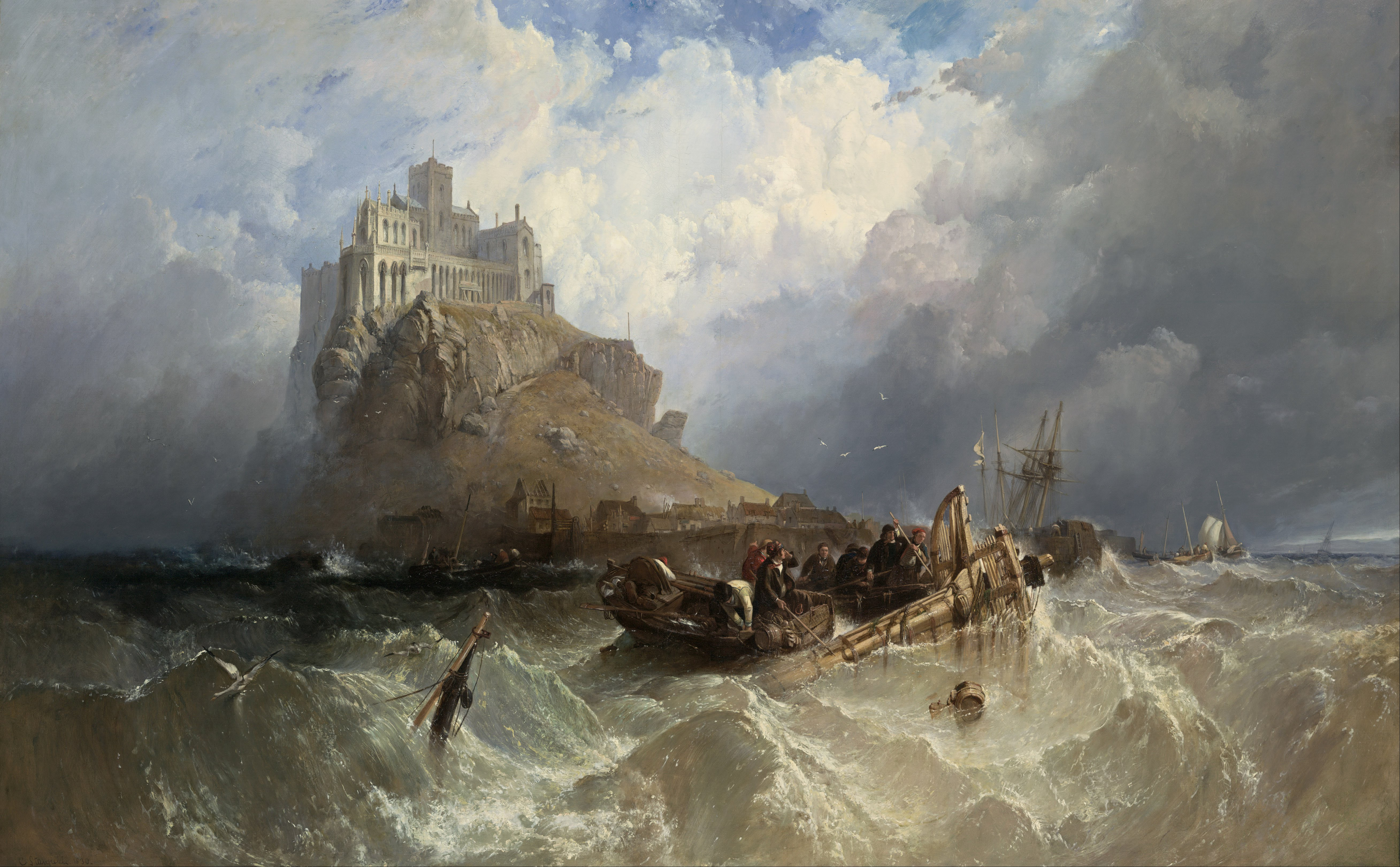
Clarkson Stanfield: St Michael’s Mount (a csatorna nyugati szélénél a cornwalli Penzance kikötőjének öblével szemben áll a 12. századi vár, egykori kolostor, börtön és erőd a francia Mont St. Michel brit megfelelője)